# 겐세이카엔역
겐세이카엔역(일본어: 原生花園駅 げんせいかえんえき[*])은 일본 홋카이도 샤리 군 고시미즈정에 위치한 홋카이도 여객철도 센모 본선의 철도역이다. 역 번호는 B75이며, 단선 승강장 1면 1선의 구조를 갖춘 지상역이자 임시승강장이다.

## 역 주변
- 국도 제244호선
- 오호츠크해
- 도후쓰 호

## 역사
- 1964년 6월 1일 : 일본국유철도의 겐세이카엔 가승강장으로서 개업. 여객 취급만.
- 1978년 10월 2일 : 가승강장 폐지.
- 1987년 7월 1일 : 홋카이도 여객철도의 임시역으로서 재개업.

## 인접 역
| 홋카이도 여객철도 센모 본선 | 홋카이도 여객철도 센모 본선 | 홋카이도 여객철도 센모 본선         |
| --------------------------- | --------------------------- | ----------------------------------- |
| B 76 기타하마 아바시리 방면 | ■ 센모 본선                 | 하마코시미즈 B 74 히가시쿠시로 방면 |